# Nebula Lullaby
Nebula Lullaby је први сингл Луке Ивановића, познатијег под својим уметничким именом Luke Black, који се објавио независно. Лука је српски кантаутор. Осим ауторском музиком, бави се и аудио продукцијом и режијом сопствених наступа и музичких спотова. 

## Порекло песме и историјат њеног издања
је самостално објавио сингл Nebula Lullaby 28. новембра 2014, године, пре почетка званичне сарадње с Universal Music Group-ом, на дигиталном сервису Spinnup. Заједно с Кристијаном Мајићем је аутор ове песме, која је снимљена путем интернет телефонског сервиса Skype. 
Најављен као божићни сингл 18 децембра 2015. године Лука објављује дупли сингл Jingle Bell Rocks / Nebula Lullaby, укључујући обраду песме Jingle Bell Rock.

## Музички спот
За песму је направљен музички видео са анимацијом као аудиовизуелно искуство, који је 14. децембра 2015. године стављен на располагање путем веб странице YouTube